# My Love (The-Dream-dal)
A My Love The-Dream amerikai zenész és dalszerző második kislemeze Love vs. Money című albumáról. A dalban Mariah Carey is énekel.

## Felvételek
The-Dream már a dalszöveg megírásakor Mariah Carey-t szánta duettpartnerének, de nem tudta, hogy Carey beleegyezik-e ebbe, illetve L. A. Reid, az Island Def Jam Music Group kiadó főnöke megengedi-e. Ezért interjúi során elkezdte terjeszteni azt, hogy duettre készül Carey-vel,. Reidnek eleinte nem tetszett az álhír, viszont Carey érdeklődést mutatott a dal iránt, ezért Reid beleegyezett, hogy elkészítsék a számot. „A megérzésem helyes volt, csak beszélnem kellett, hogy valóra váljon” – jegyezte meg The-Dream.
A dal az WBBM-FM rádió 9 Most Wanted című műsorában az 1. helyre került.

## Megjelentetése és fogadtatása
A dal eredetileg korábban jelent volna meg, de megjelenését elhalasztották. 2009. február 24-én küldték el az amerikai mainstream Rhythm/Crossover rádióadóknak. Ugyanettől a naptól fogva lehet az Egyesült Államokban és Kanadában letölteni az iTunes-ról.
A dal pozitív kritikákat kapott. A Billboard magazin szerint Carey „teljesen átérzi a szöveget”. Az albumról írt kritikájában a Delusions of Adequacy azt írja: „Vannak rajta fűszeres, ritmusos popdalok, például a 'My Love' Mariah Careyvel. A Slant Magazine szerint „A 'My Love', egy ballada, melyben egy meglepően visszafogott Carey egy idomított oroszlán szelídségével ugrál át a Nash tartotta karikákon.” A PopMatters szerint a „'My Love' átveszi a Rockin’ That Shit lassú dallamát és hozzáteszi Mariah Careyt.”
A My Love a 178. helyen nyitott a Billboard Hot Digital Songs slágerlistáján, az első héten 9424-en töltötték le. A második héten felért a 73. helyre majdnem 29 000 letöltéssel, promóció és videóklip nélkül is. Mostanáig több mint 100 000-en töltötték le. A Billboard Hot R&B/Hip-Hop Songs slágerlistáján a 62. helyen nyitott, a következő héten az 50. helyen állt, legmagasabb helyezése a 36. volt. Ez Mariah Carey 47. dala ezen a listán. A Billboard Pop 100-ra a 90. helyen került fel és a 68. lett a legmagasabb helyezése. A Bubbling Under R&B/Hip-Hop Singles listán az első helyre került.
A Billboard Hot 100-on a 82. helyen nyitott, ez Carey 39. dala a listán, a harmadik olyan, amiben más énekes dalában működik közre. (Az első Busta Rhymes I Know What You Wantja volt, ami a 3. helyezést érte el 2003-ban, a második Jadakiss U Make Me Wanna című dala, amely a 21. helyig jutott 2004-ben.
A BillboardMainstream R&B/Hip-Hop slágerlistáján a 38. helyen nyitott és a 25. helyig ért fel. A csengőhang a 40. helyen nyitott a Hot RingMasters listán és a 21. helyet érte el. A Billboard Hot 100-ra április 18-án visszakerült, a 100. helyre.
A Billboard Rhythmic Airplay Chart listára a 37. helyen került fel, és a 22. helyig jutott. A női előadók közül Mariah Careynek van a legtöbb dala a Rhythmic Airplay Charton a lista tizenhat éves fennállása alatt, ez a dal a 34.

## Videóklip
A videóklipet Los Angelesben forgatták január 31-én, szombaton, és Mariah Carey férje, Nick Cannon rendezte. A forgatáshoz lezárták a South Pecan Street egy szakaszát, és délután fél négykor megkezdődött a forgatás azzal a jelenettel, amelyben Carey egy ház tornácán énekel. Ezután az énekesnő jégkrémet vesz, majd megérkezik The-Dream kocsiban. Az énekesnő beül mellé, majd együtt énekelnek az utcán, és több ember is csatlakozik. Ezután Mariah Careyt főzés közben látjuk, majd veszekszik a konyhában The-Dreammel a kifizetetlen számlák miatt. Carey ezután a hálószobában énekel.
A YouTube-on látható a klip készítése.
A videóklip premierje 2009. március 9-én volt az MTV, MTV2, MTV Hits, MTV Jams, mtvU csatornákon és az MTV.com weboldalon. Utóbbin a premier óta több mint 140 000-szer nézték meg. A Yahoo! Musicon is látható. A BET tévécsatorna 106 & Park műsorában a 9. helyen nyitott a kliplistán és elérte az első helyet. Az iTunes-ról március 17. óta tölthető le, a toplistájukon az 5., az R&B/soul toplistájukon az 1. helyig jutott. A Billboard videóklip-slágerlistáján az 5. helyen nyitott.

## Dallista
Promóciós CD kislemez
1. My Love (Radio edit)
2. My Love (Instrumental)

## Helyezések
| Slágerlista (2009)                   | Legmagasabb helyezés |
| ------------------------------------ | -------------------- |
| USA Billboard Hot 100                | 82                   |
| USA Billboard Hot R&B/Hip-Hop Songs  | 36                   |
| USA Billboard Pop 100                | 68                   |
| USA Billboard Rhythmic Airplay Chart | 22                   |